# Burg Wildeshausen
Die Burg Wildeshausen war die hochmittelalterliche Stammburg der Wildeshauser Linie der Grafen von Oldenburg in der Stadt Wildeshausen im niedersächsischen Landkreis Oldenburg. Sie war eine der größten Motten (Turmhügelburg) Niedersachsens.

## Geschichte
Als Begründer der Wildeshauser Linie des Oldenburger Grafenhauses gilt Heinrich I. (* um 1122; † 1167). Er erbaute um 1150 die Residenzburg seines Zweigs. 
1229 wurde sie erstmals ausdrücklich erwähnt. Die Enkel Heinrichs I. übertrugen Burg und Vogtei Wildeshausen an das Erzbistum Bremen, um sie als Lehen zurückzuerhalten. 1232 ist die ursprüngliche Burganlage ausgebaut worden. Nach dem Tod des Grafen Heinrich IV. von Oldenburg-Wildeshausen kam Wildeshausen 1270 an das Erzbistum Bremen und erhielt Bremer Stadtrecht. Damit wurde Wildeshausen die älteste Stadt im Oldenburger Land. 1346 wurde der steinerne Bergfried erwähnt, der einen hölzernen Vorgängerturm ersetzt hatte. Um 1400 war die Burg baufällig und wurde renoviert 1429 wurden Burg und Stadt an das Bistum Münster verpfändet.
Wilhelm von dem Bussche setzte als späterer Pfandinhaber die baufällig gewordene Burg erneut zwischen 1495 und 1497 wieder instand. Zerstörungen der Burg fanden 1538 und 1578 statt. In der Burg lag noch 1665 eine schwedische Besatzung. Alle Gebäude bis auf den als Gefängnis dienenden Bergfried wurden bis 1700 abgebrochen. Der Bergfried wurde schließlich 1789 ebenfalls gesprengt.

## Beschreibung
Die Burg in Wildeshausen lag im Südosteck der Stadtbefestigung auf einem Geestvorsprung in die Hunteebene.
Die Burgstelle ist heute als ungefähr rechteckiger Burgberg mit steilen Böschungen erkennbar. Der 5 bis 6 m hohe Hügel weist ein 60 × 45 m großes Plateau auf. Im Süden und Westen ist unter einem ca. 1,5 m hohen Wall der Rest der Ringmauer verborgen. Am Fuß des Nord- und Westhangs sind geringe Überbleibsel eines Grabens von max. 2 m Tiefe erkennbar. Südlich des Burgberges erstreckt sich eine halbmondförmige Erhöhung, vielleicht der letzte Rest eines ehemaligen Außenwalles.
Aus der Zeit um 1500 ist die Bebauung der Burg überliefert. Demnach standen die Gebäude um einen Hof mit dem Burgbrunnen in der Mitte. Neben einem Bergfried stand im Westen ein ziegelgedeckter, dreistöckiger Wohnbau mit Saal und Küche. An ihn schloss sich die Kemenate mit Wohn- und Schlafraum an. An der Südseite befand sich ein dreiteiliger Wirtschaftsbau. Befestigt war die Burg mit einem Wall, an dessen Fuß eine Palisade stand und einem von der Hunte gespeisten Wassergraben. Auf dem Wall standen eine Brustwehr aus zwei mit gestampfter Erde gefüllten Zäunen und Blockhäuser mit Schießscharten.